# Lo echamos a suertes
Lo echamos a suertes es el título de una canción del dúo femenino español Ella baila sola.

## Descripción
Primer sencillo de su álbum debut Ella baila sola, la canción describe los sentimientos de apatía, fatiga y fin de la pasión en una relación sentimental, hasta el punto de dejar en manos del azar la continuidad de la misma.
Según su autora el título se lo inspiró el tema Roll of the Dice, de Bruce Springsteen. Igualmente, revela que la letra no va dirigida a ninguna persona en concreto, pues a la edad en que lo compuso - 16 años - aun no había experimentado esa situación en primera persona. La canción inicialmente no se iba a incluir en el LP, si bien finalmente terminó convirtiéndose en el primer gran éxito del dúo.
El tema alcanzó el número 1 de la lista de Los 40 principales.